# Peter Brogle

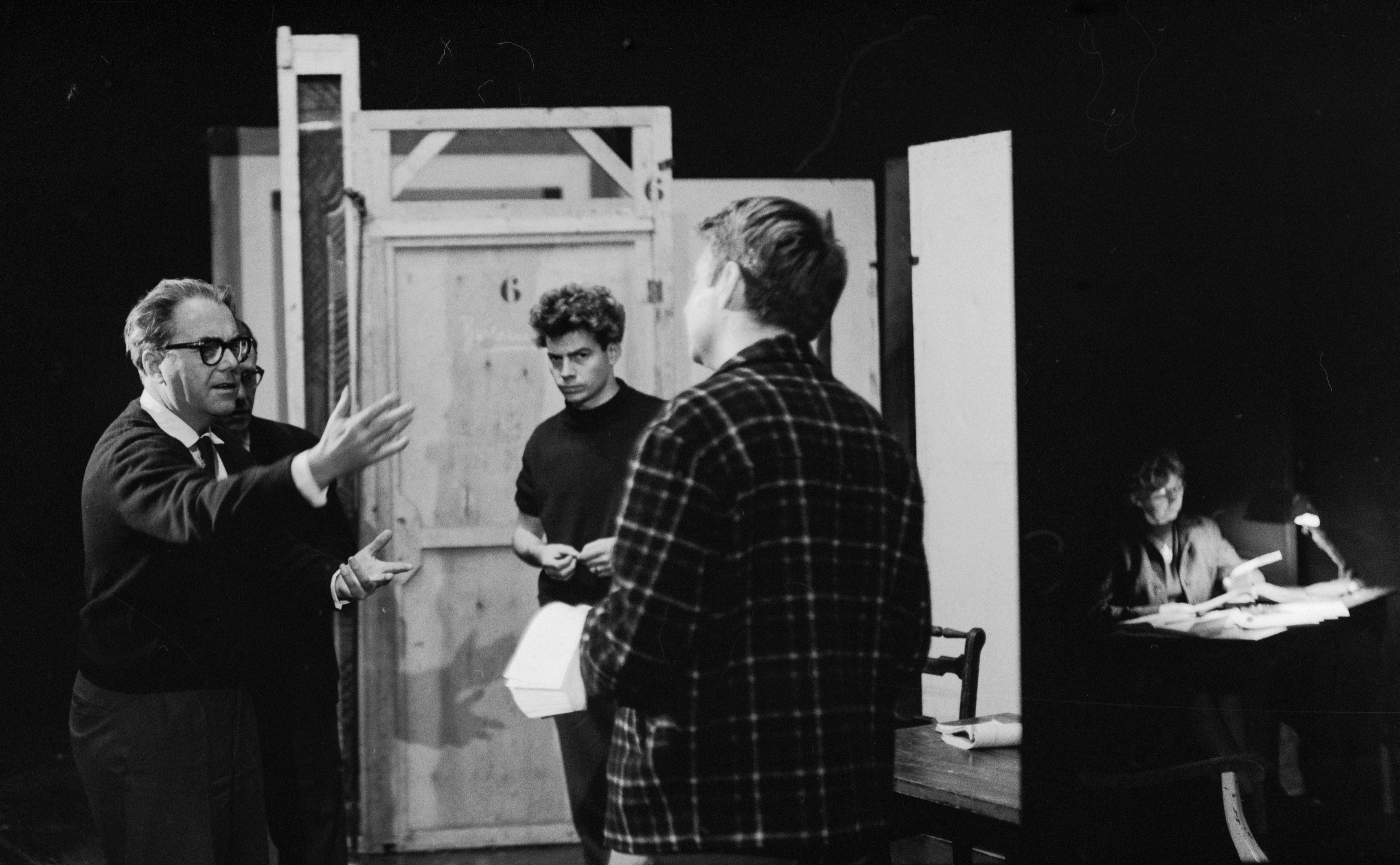
Peter Brogle im Hintergrund bei Proben zu Andorra (1961), links Max Frisch

Peter Brogle (* 22. Juni 1933 in Basel; † 27. März 2006 in Zürich) war ein Schweizer Schauspieler.

## Leben
Den Schauspielberuf erlernte Brogle im Alter von 17 Jahren am Bühnenstudio Zürich. Sein erstes Theaterengagement erhielt er 1952 am Schauspielhaus Zürich, an dem er auch in späteren Jahren immer wieder (bis 1996) auftrat. Weitere Bühnenstationen waren u. a. das Burgtheater in Wien (1958–1960) und das Basler Theater (1969–1975). 1961 spielte Brogle in der Uraufführung von Max Frisch’ Andorra die Hauptrolle des „Andri“, den er auch 1964 im gleichnamigen Fernsehfilm von Gert Westphal verkörperte.
Brogle gab Gastspiele an vielen deutschsprachigen Bühnen in Köln, Berlin, Hamburg, Frankfurt, Salzburg sowie den Ruhrfestspielen in Recklinghausen. Auch trat er als Seiltänzer und Clown im Circus Royal auf.
1979 gründete der für seine künstlerischen Leistungen mit dem Hans Reinhart-Ring ausgezeichnete Brogle überdies mit Peter Brogles Schaubude eine eigene Varieté-Bühne.
1955 gab Brogle in Kurt Frühs Komödie Polizischt Wäckerli sein Spielfilmdebüt. Es folgten Rollen in weiteren Produktionen von Früh, der Jakobli in Franz Schnyders Verfilmungen von Jeremias Gotthelfs Novelle Anne Bäbi Jowäger, in Leopold Lindtbergs Fernsehspiel Der Meteor  nach Friedrich Dürrenmatt, neben Dieter Laser im Drama Die Elixiere des Teufels nach E.T.A. Hoffmann sowie die Hauptrolle als Stroszek in Werner Herzogs Lebenszeichen (nach Achim von Arnim).
Peter Brogle war mit der Schauspielerin Kathrin Schmid verheiratet. Aufgrund eines Herzleidens zog er sich 2003 aus seinem Beruf zurück. Am 27. März 2006 starb er in Zürich an akutem Herzversagen.

## Auszeichnungen
- 1979 Hans Reinhart-Ring

## Filmografie (Auswahl)
- 1955: Polizischt Wäckerli
- 1957: Konditorei Zürrer (Bäckerei Zürrer)
- 1960: Anne Bäbi Jowäger
- 1961: Jakobli und Meyeli
- 1963: Im Parterre links
- 1964: Andorra
- 1968: Lebenszeichen
- 1976: Die Elixiere des Teufels

## Hörspiele (Auswahl)
- 1962: Richard Hughes: Danger – Regie: Kurt Bürgin (Original-Hörspiel – Schweizer Radio DRS)
- 1972: Romain Rolland: Peter und Lutz (Peter) – Bearbeitung und Regie: Klaus Gmeiner (Hörspielbearbeitung – ORF Salzburg)
- 1983: Jean Baptiste Molière: Der fliegende Arzt – Regie: Ferry Bauer (Hörspielbearbeitung – ORF Vorarlberg)
- 1990: Friedrich Glauser: Krock & Co. – Regie: Martin Bopp (SWF/Schweizer Radio DRS)